# El Teatro
El Teatro (voorheen Dokter Willems Theater, Videotheater) is de naam van het 4D-bioscooptheater in het Nederlandse Attractiepark Slagharen en vertoon 3D-films in combinatie met effecten, de zogenaamde 4e dimensie.

## Geschiedenis
Het theater werd in 1978 geopend door Jowilly Willems-Bruggenwirth onder de naam Dokter Willems Theater als filmtheater. De naam van het theater is een hommage naar de huisarts en promotor Dr. Petrus Wilhelmus Maria (Piet) Willems uit Slagharen die in 1972 op 45-jarige leeftijd was overleden. Later werd de naam van het theater veranderd naar Videotheater en staat in het themagebied Main Street.
In 2007 werd het theater verbouwd en kreeg het de mogelijkheid om 3D-films uit te zenden. De gerenoveerde 4D-bioscooptheater kreeg vanaf dat jaar de naam El Teatro. In de zaal kunnen 96 mensen per filmshow plaatsnemen en om het kwartier wordt er een nieuwe film gestart. Deze worden in het Nederlands en in het Duits uitgezonden.

## Beschrijving

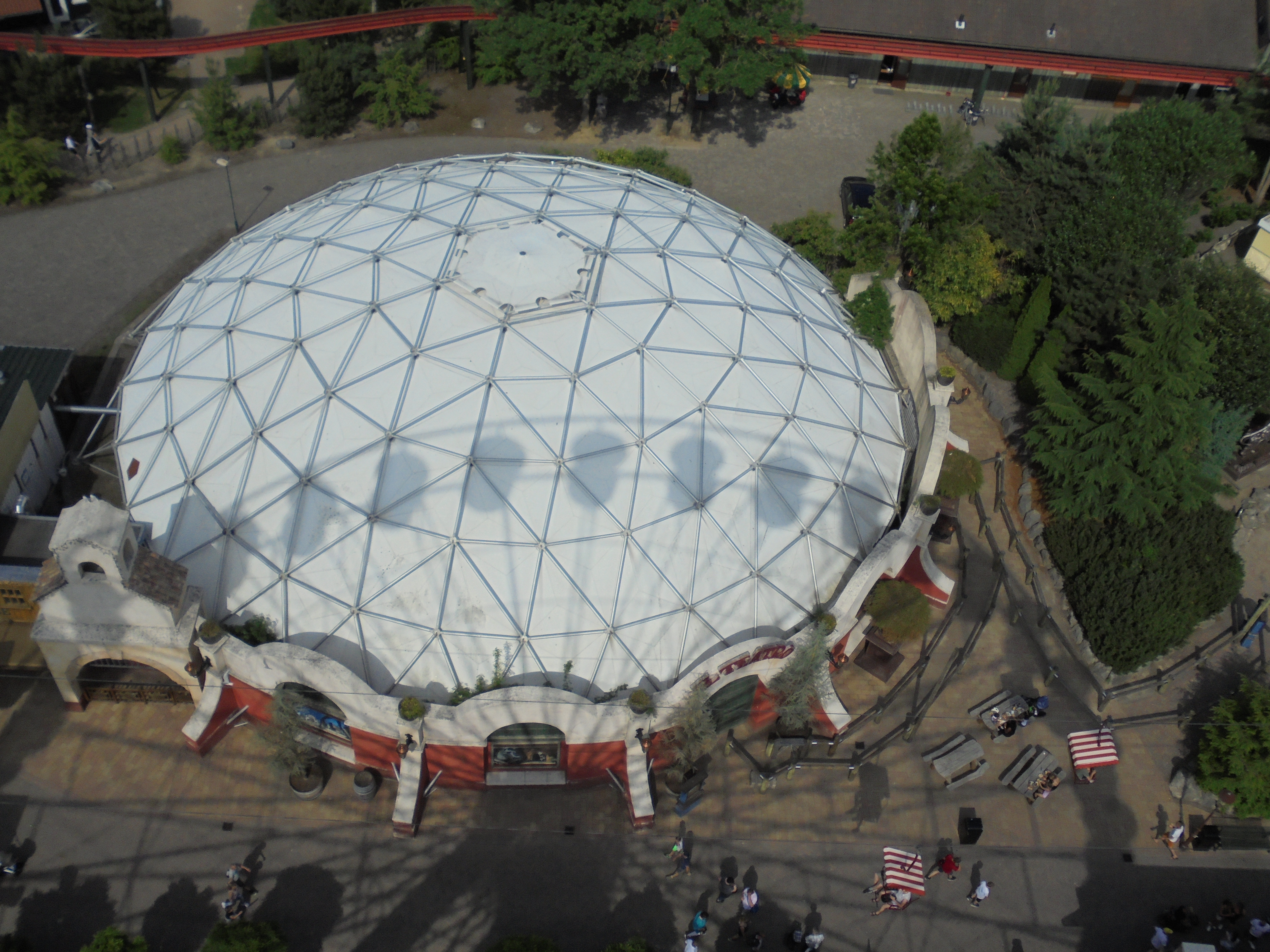
El Teatro gezien vanuit de lucht.

In het 4D-bioscooptheater wordt er gebruik gemaakt van effecten zoals bewegende stoelen, weersimulaties en geur welke op getimede momenten synchroon lopen met de effecten vertoont in de 3D-film. De lengte van een film is ongeveer 15 minuten.

## Filmografie
In het Videotheater was Cinema 180 de eerste film die in 1978 werd getoond. De film toonde Amerikaanse landschappen zoals de Grand Canyon en de Niagarawatervallen.
De volgende 3D-films zijn uitgezonden in El Teatro:
| Film                                                  | Startjaar | Eindjaar |
| ----------------------------------------------------- | --------- | -------- |
| Haunted House                                         | 2007      | 2009     |
| Turtle Vision                                         | 2010      |          |
| The Good The Bad and A Horse                          |           |          |
| Looney Tunes 4D Starring Wile E. Coyote & Road Runner | 2018      | 2018     |
| Yogi Bear                                             | 2019      |          |
| Rio                                                   | 2022      |          |
| The Amazing Maurice                                   | 2024      |          |

Tijdens het winterseizoen zijn er ook speciale 3D-films uitgezonden geweest in een winters thema:
| Winterfilm                     | Startjaar | Eindjaar |
| ------------------------------ | --------- | -------- |
| The Polar Express              | 2019      | 2020     |
| Rudolph The Red-Nosed Reindeer | 2022      |          |

Afbeeldingen · Main Street